# Challenger de Praga 2023
El torneo Sparta Prague Open 2023 fue un torneo de tenis perteneció al ATP Challenger Tour 2023 en la categoría Challenger 75. Se trató de la 15.ª edición, el torneo tuvo lugar en la ciudad de Praga (República Checa), desde el 8 hasta el 14 de mayo de 2023 sobre pista de tierra batida al aire libre.

## Jugadores participantes del cuadro de individuales
| Favorito | País                            | Jugador          | Rank1 | Posición en el torneo |
| -------- | ------------------------------- | ---------------- | ----- | --------------------- |
| 1        | Bandera de Moldavia             | Radu Albot       | 103   | Primera ronda         |
| 2        | Bandera de Suiza                | Dominic Stricker | 129   | Primera ronda         |
| 3        | Bandera de Eslovaquia           | Norbert Gombos   | 134   | Segunda ronda         |
| 4        | Bandera de Eslovaquia           | Lukáš Klein      | 143   | Cuartos de final      |
| 5        | Bandera de Francia              | Enzo Couacaud    | 153   | Primera ronda         |
| 6        | Bandera de Alemania             | Dominik Koepfer  | 158   | FINAL                 |
| 7        | Bandera de Bosnia y Herzegovina | Damir Džumhur    | 186   | Primera ronda         |
| 8        | Bandera de China Taipéi         | Chun-hsin Tseng  | 193   | Primera ronda         |

- 1 Se ha tomado en cuenta el ranking del 24 de abril de 2023.

### Otros participantes
Los siguientes jugadores recibieron una invitación (wild card), por lo tanto ingresan directamente al cuadro principal (WC):
- Jakub Menšík
- Jiří Veselý
- Michael Vrbenský

Los siguientes jugadores ingresan al cuadro principal tras disputar el cuadro clasificatorio (Q):
- Guido Andreozzi
- Gastão Elias
- Billy Harris
- Rudolf Molleker
- Daniel Rincón
- Akira Santillan

## Campeones

### Individual Masculino
- Jakub Menšík contra  Dominik Koepfer, 6–4, 6–3

### Dobles Masculino
- Dan Added /  Albano Olivetti contra  Miķelis Lībietis /  Hunter Reese, 6–4, 6–3